# Simulium tuberosum
Simulium tuberosum är en tvåvingeart som först beskrevs av Lundstrom 1911.  Simulium tuberosum ingår i släktet Simulium och familjen knott. Arten är reproducerande i Sverige. Inga underarter finns listade i Catalogue of Life.